# Kvatemberdagar
Kvatemberdagar (av latinets quattuor tempora, fyra tider) är fyra fastetider som sedan 400-talet iakttagits i den västerländska kyrkan. De är onsdagarna, fredagarna och lördagarna efter Luciadagen, askonsdagen, pingstdagen och korsmässan (14 september).
I Bondepraktikan omnämns Tamperdagar, och hur man räknar ut när dessa infaller. "Onsdagen efter Aske vi tamperdagar få, Onsdag i Pingesdag vecka likaså. Onsdagen efter helge Kors Fest, Onsdagen efter Lucie kommer Tamperdag visst." På danska heter kvatemberdag "tamperdag", se danska Wikipedia.

## Botgöring
Fastan föreskrivs enligt den liturgiska kalendern som ett av människans botgöringsmedel, men den har på senare tid starkt beskurits. Samtidigt har påvarna Pius XII, Johannes XXIII, Paulus VI och Johannes Paulus II talat för att de troende skall hålla fast vid en äldre kyrkodisciplin.
Traditionen har stöd i Gamla Testamentet och i Rom knöts seden till särskilda botdagar som följde årets växlingar.
Påve Leo I betraktade kvatemberdagarna som instiftade av apostlarna och hans efterträdare Gelasius förlade prästvigningarna till just dessa dagar, vilket efterlevdes ända in i 1900-talet.